# Kościół Podwyższenia Krzyża Świętego w Gorzowie Wielkopolskim
Kościół pw. Podwyższenia Krzyża Świętego w Gorzowie Wielkopolskim – kościół rzymskokatolicki, należący do parafii pw. Podwyższenia Krzyża Świętego w Gorzowie Wielkopolskim, dekanatu Gorzów Wielkopolski – Katedra, diecezji zielonogórsko-gorzowskiej, metropolii szczecińsko-kamieńskiej, zlokalizowany w Gorzowie Wielkopolskim, w województwie lubuskim, mieszczący się przy ulicy Warszawskiej.

## Historia
Świątynia została wybudowana z czerwonej klinkierowej cegły w latach 1905–1907 w stylu neoromańskim. Jest to druga świątynia w tym miejscu, pierwsza powstała w latach 1854–1855, okazała się za mała dla wspólnoty katolickiej. Wśród ofiarodawców znajduje się Klaudiusz Alkiewicz – szlachcic polski tatarskiego pochodzenia, którego pomnik nagrobny z tytułem fundatora cmentarza znajduje się po prawej stronie głównej alejki parafialnego cmentarza.

## Architektura
Kościół posiada układ bazylikowy i wieżę nakrytą ostrosłupowym hełmem oraz zamknięte półkoliście absydą prezbiterium. Został zaprojektowany przez architekta Konrada Nuona z Berlina. Bryła świątyni składa się z ośmiu fantazyjnie połączonych ze sobą różnej wielkości elementów. Są to nawa główna, dwie boczne, dwie półbaszty, transept, zakrystia i prezbiterium.

## Wyposażenie
Wnętrze kościoła jest ozdobione malowidłami ściennymi wykonanymi w latach 1907–1915. Umieszczone są na nich tereny nad Wartą z motywami wież katedry lub samej świątyni. W 1912 roku świątynia została wyposażona w organy, które zachowały się do dziś w doskonałym stanie i służą organistom podczas koncertów organizowanych przez Stowarzyszenie Przyjaciół Muzyki Organowej. Z dawnego wyposażenia zachował się ołtarz główny ukazujący sceny ofiary Abrahama i Chrystusa na krzyżu, drewniana czworokątna ambona posiadająca wyrzeźbione na ścianach sceny z życia Chrystusa oraz dekorowane konfesjonały i ławki. Wejście główne do świątyni znajduje się pod wieżą, w której są umieszczone dzwony i zegar. Za świątynią znajduje się najstarszy zachowany w mieście cmentarz chrześcijański.